# HR 4458
Désignations
HR 4458 est une étoile binaire de la constellation de l'Hydre. Sa magnitude apparente est de 5,98. Elle porte également la désignation de Flamsteed de 20 Crateris. D'après la mesure de sa parallaxe annuelle par le satellite Gaia, le système est distant de ∼ 31,1 a.l. (∼ 9,54 pc) de la Terre. Il se rapproche du Système solaire à une vitesse radiale de −22 km/s.
La première étoile est une naine orange de type spectral K0V. Sa masse est d'environ 84 % celle du Soleil. Son compagnon est une naine blanche de type DC8.